# Morlaye Sylla (homme politique)
Pour les articles homonymes, voir Sylla (homonymie).
Morlaye Sylla est un député et homme politique guinéen.
Député à l'Assemblée nationale, élu le 22 avril 2020 jusqu'au 5 septembre 2021.

## Biographie
Il est le vice-président du parti de l'union des forces du changement (UFC), de Aboubacar Sylla président du parti et ministre de transport,.
Député aux comptes de l'UFC aux élections législatives du 22 mars 2020,, il est membre de la commission affaires économiques et financières, du plan et de la coopération du 22 avril 2020 jusqu'au 5 septembre 2021.